# Aarif Lee
Aarif Lee (születési nevén Aarif Rahman, kínai neve 李治廷 pinjin: Lǐ Zhìtíng, magyaros: Li Cse-ting; Hongkong, 1987. február 26.) hongkongi színész és kantopopénekes. 
2010-ben vált ismertté, amikor Bruce Leet alakította a Bruce Lee, My Brother című filmben. Az Echoes of the Rainbow című alkotásban nyújtott alakításáért elnyerte a Hong Kong Film Awards legjobb új színésznek járó díját.

## Élete és pályafutása
Aarif Rahman néven született Hongkongban. Üzletember édesapja Borneó szigetéről származik és maláj-kínai-arab ősökkel rendelkezik, édesanyja hongkongi. Lee tanulmányait külföldön végezte, az Imperial College London fizika szakán diplomázott.
Az Echoes of the Rainbow című drámában debütált, majd felajánlották neki Bruce Lee szerepét a harcművész fiatalkoráról szóló életrajzi ihletésű filmben. A szerep kedvéért Wing Chunt és egyéb harcművészeteket kezdett el tanulni.
Filmes karrierje mellett Aarif Lee énekel is, több kantopop-albuma jelent meg.

## Filmográfia
- 2010: Echoes of the Rainbow
- 2010: Bruce Lee, My Brother
- 2010: Frozen
- 2011: I Love Hong Kong
- 2011: Cold War
- 2013: One Night Surprise